# 前23世纪
| 千纪： | 前4千纪 \| 前3千纪 \| 前2千纪 |
| 世纪： | 前26世纪 \| 前25世纪 \| 前24世纪 \| 前23世纪 \| 前22世纪 \| 前21世纪 \| 前20世纪                                                         |
| 年代： | 前2290年代 \| 前2280年代 \| 前2270年代 \| 前2260年代 \| 前2250年代 \| 前2240年代 \| 前2230年代 \| 前2220年代 \| 前2210年代 \| 前2200年代 |

前2300年至前2201年的这一段期间被称为前23世纪。

## 重要事件、发展与成就
- 科学技术

- 战争与政治
  - 阿卡德：纳拉姆辛即位。在位期间（—前2254年），国势强盛，东征埃兰，西侵叙利亚，北达底格里斯河，南抵阿拉伯和马国，“自称天下四方之王”、“神圣的纳拉姆辛”。
  - 達羅毗荼人在印度河流域建立摩亨佐-達羅和哈拉帕兩城邦，此文化遂稱為哈拉帕文化。(約前2300年)

- 公元前23世纪的天灾人祸

- 文化娱乐
  - 中国龙山文化时期，黄河中游地区开始出现复杂的城市文明，典型代表包括陶寺和石峁等遗址。这些早期城市展现了当时社会结构的高度组织性和文化发展的繁荣。

- 疾病与医学

- 环境与自然资源

海尔-博普彗星上一次约在这个世纪末最靠近地球。最近一次的近日点是1997年，在受到木星引力干扰前，周期为4200年。约公元前2215年，古埃及有记录到。